# 고담 (드라마)

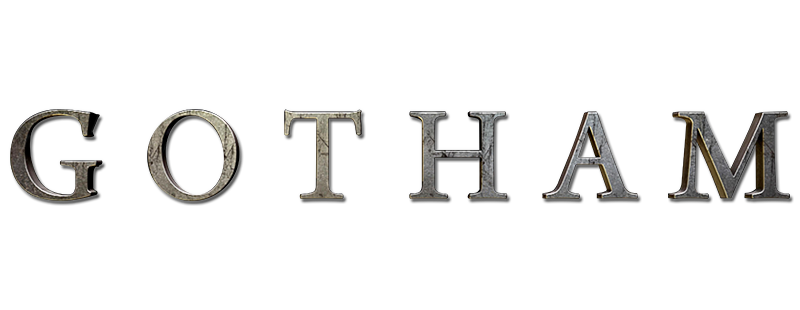

고담(영어: Gotham)은 DC 코믹스에서 발행한 만화 배트맨 시리즈를 원작으로 한 미국의 드라마이다. 브루노 헬러가 기획하였으며 벤저민 매켄지가 젊은 제임스 고든 형사를 연기하고 있다. 2014년부터 2019년까지 방영했다.
제임스 고든이 고담시 경찰로 근무하던 초창기의 간단한 이야기를 다룬다. 브루스 웨인의 이야기뿐 아니라 펭귄, 리들러, 캣우먼, 투페이스 같은 몇 배트맨 시리즈의 악당들의 기원들을 다룰 예정이며, 휴고 스트레인지와 아캄 수용소도 등장한다.
첫 번째 시즌은 당초 16회분으로 기획되었으나, 이후 22회분으로 늘어났다.
2014년 12월 9일부터 2019년 4월 30일까지 OCN에서 방영했다.

## 줄거리
수사과장 세라 에센의 고담 시 경찰 부서에 발령이 된, 제임스 고든 형사는 선임 형사 하비 블록와 함께 고담시의 세간의 이목을 끈 사건 중 하나인 토머스, 마사 웨인의 살인 사건을 해결한다. 수사중에, 고든은 웨인의 아들 브루스를 만나게 되고, 그의 보호인 집사 앨프리드에게서 웨인 부부를 죽인 범인들을 잡기를 강요받는다. 그렇게 수사를 하던 와중에, 고든은 갱들의 보스인 피시 무니를 만나게 되고, 게다가 고담의 미래의 빌런들인 셀리나 카일과 오즈월드 코블팟도 만나게 된다. 마침내 고든은 브루스와 특별한 우정을 쌓게되고, 다크 나이트가 되는 소년의 미래가 생기게 되는데 도움을 주게 되는데....

## 배역

### 주연
- 제임스 고든 (벤저민 매켄지)[1]

고담 시 경찰청의 신입 형사. 웨인 부부 살인 사건을 맡았다. 군인 출신으로 불의를 보면 참지 못한다. 웨인 부부 살인 사건을 조사하던 중, 고담을 장악하고 있는 검은 세력에 대해 알게 된다.
- 브루스 웨인 (다비드 마주즈)[4]

고담 시의 거부이자 권력자인 웨인 부부의 외아들. 부모님이 괴한에게 살해당하는 장면을 목격하고, 한동안 방황하지만 자신 안에 있는 두려움과 싸우며 훗날 고담을 지키는 배트맨으로 성장한다.
- 하비 불럭 (도널 로그)[5]

고든 형사의 상사이자 파트너 형사. 뺀질 대고 나태하며, 다른 고담 경찰들과 마찬가지로 부패했다. 그래도 은근히 동료인 고든을 챙겨주는 일면도 있다.
- 오스왈드 코블팟 (로빈 로드 테일러)[6]

피시 무니의 부하였으나 경찰에게 정보를 줬다는 이유로 무니에게 버림받는다. 죽을 위기에 처했다가, 고든의 배려로 간신히 살아나 이곳 저곳 돌아다니며 떠돌이 생활을 한다. 겉으로는 예의 바른 신사를 가장하고 있지만 그 속에는 사이코패스적인 분노와 야심을 숨기고 있다. 훗날 팽귄이 된다.
- 알프레드 페니워스 (숀 퍼트위)[6]

웨인가의 집사. 이스트런던의 전직 해병 출신으로, 웨인 부부가 살해된 후, 브루스 웨인을 홀로 키운다. 브루스가 두려움을 없애기 위해 자학하는 것을 안타깝게 생각한다.
- 에드워드 니그마 (코리 마이클 스미스)[7]

경찰서에서 과학 수사를 맡고 있는 경찰. 궁금증과 호기심이 많다. 훗날 리들러가 된다.
- 피시 무니 (제이다 핀켓 스미스)

나이트 클럽을 운영하고 있는 악명 높은 갱. 돈 팔코네의 휘하에 있다. 성격은 잔인하고 성급하다. 하비 불럭 형사와는 친분이 있다
- 셀리나 카일 (캠런 비콘도바)[4]

길거리에서 노숙생활을 하는 도둑 소녀이다. 웨인 부부가 살해되는 현장을 우연히 목격하게 된다. 훗날 캣우먼이 된다.
- 세라 에센 (재브리나 게바라)[6]

고담시 경찰 부서 살인 사건 수사과의 총책임자이며 고든의 상관이다.
- 바버라 킨 (에린 리처즈)[6]

교양있는 응급실 의사이며, 킨은 그녀의 남편에 의해서 고담시의 부패한 세상 한 가운데에 놓여있다.
- 르네 몬토야 (빅토리아 카르타헤나)[7]

고담 시 경찰청 강력반 형사. 고든의 아내 바버라와는 모종의 관계가 있다.
- 크리스퍼스 앨런 (앤드루 스튜어트존스)[7]

고담 시 경찰청 강력반 형사. 몬토야의 동료.
- 카르미네 팔코네 (존 도먼) 고담 시의 뒷세계를 지배하는 마피아의 보스.

훗날 자신의 딸 소피아 팔코네에게 살해 당한다.
빅터 자즈: 팔코네의 오른팔, 뛰어난 킬러로 시즌 중간중간에 제임스 고든을 죽음으로 몰아넣는다.
제레마이에 발레스카: 실질적으로 고담의 메인 빌런, 본래 광기있는 자신의 동생인 제롬 발레스카와는 달리 착실하고 천재성있는 건축가로 시즌 4 막바지에서는 브루스 웨인과 협동하여 자신의 동생을 저지한다.
자신의 동생이 죽고 브루스 웨인과 함께 전기를 공급할 수 있는 에너지 장치를 만들지만 제롬이 남긴 웃음 가스로 인해 조커로 변모하게 된다.
그리하여 자신이 만든 에너지원을 폭탄으로 변환하여 고담의 모든 다리를 폭파시켜 고담을 전세계로부터 격리시켜 무정부 상태로 만드는데 성공한다.
시즌 5에서는 다양한 방법으로 브루스 웨인을 고문하다가 짐 고든에 의해 체포 당할 위기에 처하자 에이스 화학공장으로 도망친다.
그곳에서 브루스와 혈투를 벌이는데 결국 싸움에서 패배하고 화학 물질이 가득한 통 아래로 떨어져서 식물인간이 되고만다.(하지만 실제로는 식물인간이 아닌 정상적인 상태였으며 외부의 간섭을 줄일려고 식물인간 상태라고 말하게 한 것이다.)
이렇게 모두에게 식물인간이라고 10년째 속이던 와중, 자신과 같이 아캄 정신병원에 수감되어있던 리들러를 자신의 추종자들이 탈옥시키게 한 다음 브루스 웨인이 고담에 돌아온 것을 축하하는 파티에 리들러를 통해 시선을 끌게하고 자신은 바바라 킨의 옛 클럽에 가서 고든의 딸인 바바라 리 고든을 납치한다.
그렇게 고든의 딸을 자신도 한때 빠졌었던
에이스 화학 공장에 있는 화학 물질에 빠뜨릴려고 하지만 배트맨에 의해 살해당하여 이 계획은 실패한다.
그렇게 10년이 넘는 세월 동안 고담시 최악의 빌런으로 알려졌었던 제레마이에 발레스카의 이야기가 막을 내린다.

### 조연
- 오브리 제임스: 리처드 카인드 분. 고담 시의 시장이자, 팔코네 패밀리의 협력자.
- 부치 길지언: 드루 파월 분. 피시 무니의 심복.
- 살바토레 마로니: 데이비드 제이어스 분. 팔코네 패밀리의 2인자.
- 하비 덴트: 니컬러스 다고스토 분. 고담 시의 젊은 검사.

- 제롬 발레스카: 카메론 모나한 분.

흡사 조커와 비슷한 비주얼과 사상을 지니고 있지만 판권 문제로 인해 조커라고는 불리지 못한다, 시즌 1 에피소드 17 웃는 남자 에피소드에서 처음 등장한다.
시즌 2에는 시장 후보인 갈라반을 위해 활동했지만 배신을 당하여 목에 칼이 찔려 사망하게 된다.
하지만 제롬 발레스카의 웃음은 고담시 전역으로 퍼져 훗날 고담시가 범죄의 도시가 되는데에 크게 한 몫을 하게 된다.
시즌 3에서는 자신의 추종자들에 의해 부활하게 되는데 그 과정에서 얼굴이 뜯겨져서 스테이플러로 뜯겨진 얼굴 가죽을 다시 붙인 기괴한 몰골을 하게 된다.
부활을 한 직후 시즌 2에서 죽이지 못했었던 브루스를 죽이려고 하지만 제임스 고든, 알프레드 패니워스, 브루스 웨인과의 혈투 끝에 아캄 정신병원에 수용되게된다.
시즌 4에서는 스케어크로우, 해치, 파이어플라이, 펭귄, 미스터 프리즈와 같은 악당들을 총동원해서 고담에 마시면 광인이 되는 웃음 가스를 터뜨릴려고 하지만 제임스 고든에 의해 저지된다. 이 과정에서 높은 건물의 옥상에서 떨어져서 사망하게 된다.
하지만 사망 전 자신의 동생인 천재 건축가
제레마이에 발레스카에게 웃음 가스를 만들어 우리가 잘 알고 있는 조커로 변모시킨다.
- 에두아르도: 짐 고든의 군인 시절 전우로 시즌 5에서 정부로부터 무정부 상태인 고담에 파견되어 짐 고든을 도와주지만 사실 그는 다른 목적으로 고담에 온 것이고 그 과정에서 짐 고든에 의해 살해된다.

하지만 라스 알 굴의 딸에 의해 되살아나 베인으로 변모한다.

## 에피소드
| 화수 | 제목                              | 감독                              | 작가              | 방송 날짜        | 시청자(미국) (백만 명) |      |
| --- | --------------------------------- | --------------------------------- | ----------------- | ---------------- | ---------------------- | ---- |
| 1 | "파일럿(Pilot)"                   | 대니 캐넌                         | 브루노 헬러       | 2014년 9월 22일  | 8.21                   |      |
| 2 | "셀리나 카일(Selina Kyle)"        | 대니 캐넌                         | 브루노 헬러       | 2014년 9월 29일  | 7.45                   |      |
| 3 | "벌룬맨(The Balloonman)"          | 더멋 다운스                       | 존 스티븐스       | 2014년 10월 6일  | 6.36                   |      |
| 4 | "아캄(Arkham)"                    | TJ 스콧                           | 켄 우드러프       | 2014년 10월 13일 | 6.39                   |      |
| 5 | "바이퍼(Viper)"                   | 팀 헌터                           | 리베카 페리 커터  | 2014년 10월 20일 | 6.09                   |      |
| 6 | "염소귀신(Spirit of the Goat)"    | TJ 스콧                           | 벤 에들런드       | 2014년 10월 27일 | 5.89                   |      |
| 7 | "펭귄의 우산(Penguin's Umbrella)" | "펭귄의 우산(Penguin's Umbrella)" | 폴 A. 에드워즈    | 존 스티븐스      | 2014년 11월 3일        | 미정 |
| 8 | "마스크(The Mask)"                | "마스크(The Mask)"                | 폴 에드워즈       | 존 스티븐스      | 2014년 11월 10일       | 미정 |
| 9 | "하비 덴트(Harvey Dent)"          | 캐런 가비올라                     | 켄 우드러프       | 2014년 11월 17일 | 미정                   |      |
| 10 | "러브크래프트(LoveCraft)"         | 가이 펄랜드                       | 리베카 대머런     | 2014년 11월 24일 | 미정                   |      |
| 11 | "Rogues' Gallery"                 | 오즈 스콧                         | 수 청             | 2015년 1월 5일   | 7.06                   |      |
| 딕 러브크래프트 사후 고든 형사는 아캄 수용소 직원으로 좌천된다. 근무 첫 주부터 수감자들이 연속으로 납치당해 전기 충격을 당하는 사건이 터지자 고든은 정신병동의 의사 레슬리 톰프킨스(모레나 바카링 분)의 도움으로 범인을 밝히려 노력한다. 한편 무니는 자신과 같이 팔코네의 자리를 노리는 지미 사비아노와 다투게 되고, 부하 부치에게 사비아노를 설득하라고 명령한다. 오즈월드 코블팟은 마로니에게 세금을 내는 어부들을 찾아가 멋대로 증세를 하려 들다 경찰에 체포되고 만다. 고든은 불럭 형사의 도움으로 정신병자 도러시 덩컨이 수용소 직원으로 위장하고 있다는 것을 알아냈다. 덩컨은 수용소 감방을 모두 개방하고 소요를 일으키나 몰려나오는 수감자의 발에 밟혀 사망했다. 덩컨이 습격 사건의 범인이라고 단정했던 고든과 불럭이었지만, 실제 범인은 조용한 환자인 척하던 잭 그루버 (크리스토퍼 하이어달 분)이었다. 그루버는 전기 실험으로 세뇌한 에런 댄징 (케빈 매코믹 분)을 조종하여 수용소장 제리 랭 박사 (아이제이아 휘틀록 주니어 분)을 살해하고 유유히 탈옥한다. 코블팟은 결국 마로니에 의해 풀려나면서, 거만하게 행동하지 말란 주의를 듣는다. 부치는 사비아노와 만나 설득하는 척하면서 그를 사살하고 떠난다. |                                   |                                   |                   |                  |                        |      |
| 12 | "What the Little Bird Told Him"   | Eagle Egilsson                    | 벤 에들런드       | 2015년 1월 19일  | 6.50                   |      |
| 13 | "Welcome Back, Jim Gordon"        | Wendey Stanzler                   | 메건 모스틴브라운 | 2015년 1월 26일  | 6.04                   |      |
| 14 | "The Fearsome Dr. Crane"          | John Behring                      | 존 스티븐스       | 2015년 2월 2일   | 5.79                   |      |
| 15 | "The Scarecrow"                   | Nick Copus                        | 켄 우드러프       | 2015년 2월 9일   | 5.63                   |      |
| 16 | "The Blind Fortune Teller"        | 제프리 헌트                       | 브루노 헬러       | 2015년 2월 16일  | 6.19                   |      |
| 17 | "Red Hood"                        | 네이선 호프                       | 대니 캐넌         | 2015년 2월 23일  | 6.53                   |      |
| 18 | "Everyone Has a Cobblepot"        | 빌 이글스                         | 메건 모스틴브라운 | 2015년 3월 2일   | 6.10                   |      |
| 19 | "Beasts of Prey"                  | "Beasts of Prey"                  | 미정              | 미정             | 2015년 4월 13일        | 미정 |
| 20 | "Under the Knife"                 | "Under the Knife"                 | 미정              | 미정             | 2015년 4월 20일        | 미정 |

## 시즌 3
에피소드 10
니그마는 이자벨라를 죽인 범인으로 부치를 지목하고, 그와 그의 연인을 납치해 고문을 가한다. 하지만 중상을 입힌 끝에 진범이 따로 있다는 것을 알고 그들을 풀어준다. 바바라는 부치 등의 행방을 쫓던 중, 펭귄이 니그마를 사랑하고 있다는 것을 알게 되고 진범의 정체를 깨닫는다.
팔코니의 아들 마리오는 계속되는 살인 위협을 받는다. 고든은 팔코니를 추궁하지만 단서를 잡지 못한다. 한편 팔코니는 암살 시도가 올빼미 법정과 관련이 있다는 것을 알아내고, 그들과 접촉해 아들이 죽게 되면 고담 시를 불태워 버릴 것이라고 협박한다.
웨인, 셀리나는 올빼미 법정과 관련이 있는 것으로 추정되는 오래된 열쇠를 가지고 아이비를 인질로 잡고 있는 집단과 접촉한다. 리는 결혼식 리허설 전에 고든을 찾아와 정식으로 작별을 고한다. 그러나 마리오가 그녀가 고든의 집에서 나오는 장면을 목격하게 되고, 분노한 마리오의 모습으로부터 앨리스 해치 바이러스에 감염되었다는 것이 밝혀진다.
에피소드 11
브루스는 셀리나의 도움을 받아 금고가 있는 올빼미 법정 소속의 건물에 잠입한다. 도중 탈론의 습격을 받지만 돌연 나타난 셀리나의 모친의 도움으로 무사히 건물을 나선다.
니그마는 이자벨라의 살인범에 대한 바버라의 짐작에 확신을 가지게 되고 펭귄을 무너뜨릴 것을 결의한다.
매드 해터에게서 마리오가 바이러스에 감염되었다는 것을 알아낸 고든은 결혼식장으로 향한다. 그러나 리는 고든을 믿지 않고 마리오와 피로연 도중 떠나고 만다. 고든은 팔코니를 찾아가 둘의 소재를 알아내고, 마리오가 질투심에 리를 찌르기 직전 그에게 발포한다.

## 같이 보기
- 배트맨
- 애로우: 어둠의 기사
- 플래시